# Buon Natale, Madagascar!
 Buon Natale, Madagascar! (Merry Madagascar) è uno special televisivo animato del 2009 diretto da David Soren, ambientato tra il film Madagascar e il suo sequel Madagascar 2.

## Trama
Mentre a New York si festeggia la vigilia di Natale, Babbo Natale sta sorvolando il Madagascar, quando la sua slitta, scambiata per una bomba, viene colpita da Alex il leone, che, sparandole delle noci di cocco con una palma, pensava che lui fosse le Erinni. Babbo Natale, bombardato dalle noci, precipita sull'isola e perde la memoria per il forte impatto. Solo allora Alex lo riconosce e capisce che le sue pietre nere erano carbone per il Re Julien, data l'arroganza del lemure. Poiché Babbo Natale dice di non ricordare niente, Alex ed i suoi amici, Marty la zebra maschio, Melman la giraffa maschio e Gloria l'ippopotamo femmina, dovranno consegnare i regali di Natale a tutto il mondo, decidendo di farlo per avere poi in cambio un passaggio da parte di Babbo Natale fino allo zoo di New York.
I loro amici pinguini, guidati da Skipper, danno una mano ai protagonisti, cospargendosi il corpo di benzina-polvere magica e facendo volare la slitta, poiché le renne si sono rifiutate di farlo. Inizialmente, i quattro animali vogliono consegnare tutto ad un ufficio postale, ma dopo aver sorvolato il Canada ed essere piaciuti ad una bambina, si inteneriscono e fanno di persona le consegne in tutto il mondo, pur stancandosi molto, ma le consegne dei regali anche a New York ed i pacchi destinati proprio a loro quattro, danno loro la forza di andare avanti nel lavoro, concludendolo in Groenlandia. Nel frattempo, con l'aiuto di Babbo Natale, Re Julien impara ad essere meno arrogante e trasforma il julienario in una festa per tutti, non solo per lui, donando noci di cocco a tutti i lemuri, scoprendo l'altruismo.
I quattro amici sono pronti per prendere Babbo Natale e tornare a New York, ma nel serbatoio della slitta è rimasta polvere magica solo per andare in Madagascar, non per un altro viaggio: la scelta è tra New York o l'isola. I quattro scelgono il Madagascar, per salvare Babbo Natale. Tornano sull'isola la mattina di Natale e fanno recuperare la memoria a Babbo Natale, dopo un altro impatto. Stupite dal fatto che i pinguini siano riusciti a consegnare i regali, le renne chiedono scusa a loro, mentre assistono alla scena d'amore tra Soldato e la renna Dorina. Babbo Natale toglie Julien e tutti quanti dalla lista dei cattivi e riparte con le renne, usando il serbatoio di riserva. Alex e gli altri, che non sapevano di un altro serbatoio, non fanno in tempo a dire a Babbo Natale che vogliono tornare a New York, mentre lui sfreccia nel cielo. Ciò nonostante non sono tristi, ed anzi decidono di festeggiare il loro primo Natale in libertà nel Madagascar più felici che mai.

## Personaggi e doppiatori
| Personaggio   | Doppiatore originale   | Doppiatore italiano |
| ------------- | ---------------------- | ------------------- |
| Alex / Alakay | Ben Stiller            | Vittorio Guerrieri  |
| Marty         | Chris Rock             | Corrado Conforti    |
| Melman        | David Schwimmer        | Roberto Gammino     |
| Gloria        | Jada Pinkett Smith     | Chiara Colizzi      |
| Maurice       | Cedric the Entertainer | Roberto Draghetti   |
| Mortino       | Andy Richter           | Massimiliano Alto   |
| Babbo Natale  | Carl Reiner            | Ernesto Brancucci   |
| Re Julien     | Danny Jacobs           | Oreste Baldini      |
| Skipper       | Tom McGrath            | Luigi Ferraro       |
| Kowalski      | Chris Miller           | Gerolamo Alchieri   |
| Soldato       | Christopher Knights    | Franco Mannella     |
| Rico          | John DiMaggio          | Pasquale Anselmo    |
| Dorina        | Tress MacNeille        | Laura Latini        |
| Donner        | Jeff Bennett           | Felice Invernici    |
| Abby          | Willow Smith           | Agnese Marteddu     |